# Lourival de Almeida Campos

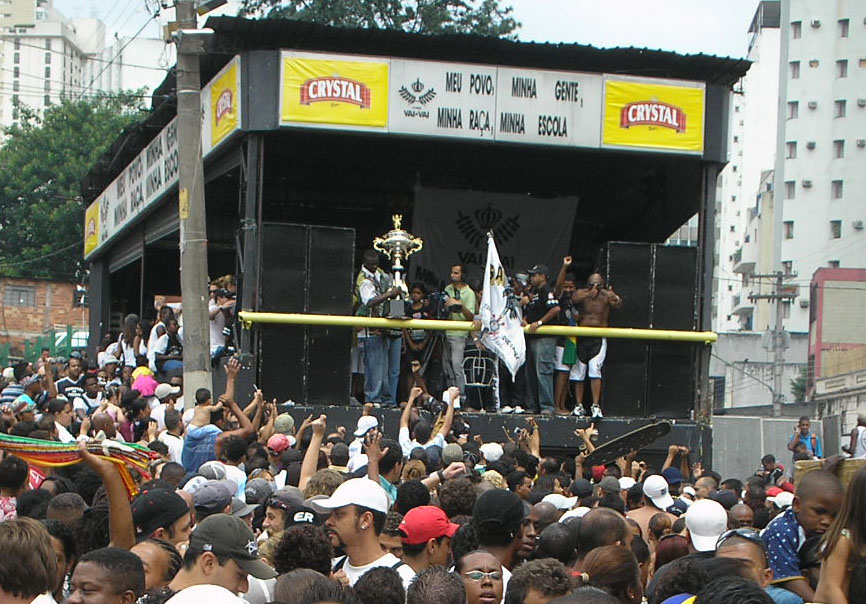
Comemoração da escola de samba Vai-Vai, vencedora do Carnaval Paulistano de 2008 no bairro do Bixiga.

Lourival de Almeida Campos (São Paulo, São Paulo, 29 de junho de 1949 - São Paulo, São Paulo, 1 de setembro de 2020) foi um coordenador da União das Escolas de Samba Paulistanas; diretor jurídico e de carnaval, vice-presidente da Liga Independente das Escolas de Samba de São Paulo e membro da comissão de carnaval da Vai-Vai. É uma das maiores referências e lideranças da Escola de Samba Vai-Vai e da organização do Carnaval de São Paulo, tendo sido três vezes campeão com a Escola.

## Biografia
Lourival é de uma família de sambistas, seu bisavô, Benedito Sardinha, e seu avô, Lourival de Almeida (Seo Loro), são fundadores da Vai-Vai, já seu irmão, Kaxitu Campos, foi presidente da União das Escolas de Samba Paulistanas (UESP). 
Além de atuar como diretor de carnaval do Instituto Escola do Povo, o sambistas foi coordenador da UESP, diretor da Liga das Escolas de Samba de São Paulo e no carnaval 2020, foi o responsável pela direção de carnaval da Primeira da Cidade Líder, que desfilou pelo grupo de Acesso 2. Ainda, por mais de uma década, Lourival de Almeida Campos foi professor no curso de formação de jurados da EFA/UESP.

Um grande orgulho para Lourival era a ala das crianças, criada dentro da Vai-Vai:
 “…temos uma ala das crianças que já tem 50 anos (2018),  comandada pela Dona Cleuci. Esta ala tem a idade que muitas Escolas não tem de existência.”
Durante sua gestão, a Escola foi campeã em três ocasioes; em 2008 com o enredo “Acorda, Brasil, a Saída É Ter Esperança”, em 2011, com enredo sobre o maestro João Carlos Martins e em 2015 com enredo sobre Elis Regina, no que ficou conhecido como o “Carnaval da Emoção”.

## Homenagens
Em 2021, a União das Escolas de Samba Paulistanas (Uesp), onde por anos Lourival foi coordenador, lançou uma campanha de arrecadação de roupas e alimentos, denominada “Lourival de Almeida”, em homenagem ao sambista, que faleceu em 2020, aos 47 anos.

## Títulos
| Títulos na Vai-Vai | Títulos na Vai-Vai | Títulos na Vai-Vai | Títulos na Vai-Vai                                             |
|                    | Divisão            | Enredo             | Enredo                                                         |
| ------------------ | ------------------ | ------------------ | -------------------------------------------------------------- |
|                    | Grupo Especial     | 2008               | Acorda, Brasil, a Saída É Ter Esperança                        |
|                    | Grupo Especial     | 2011               | A Música Venceu                                                |
|                    | Grupo Especial     | 2015               | Simplesmente Elis. A Fábula de uma voz na transversal do tempo |